# René Fillon
Pour les articles homonymes, voir Fillon.
René Fillon, né le 15 novembre 1904 à Alès et décédé le 27 août 1978 à Clamart, est un homme politique français. Il est l'oncle de François Fillon.

## Biographie
Ancien élève de l'Ecole normale supérieure et agrégé de lettres, il a été le précepteur de Guy de Rothschild qui en fera un fondé de pouvoir à la banque Rothschild. C'est lui qui sera à l'origine de l'entrée de Georges Pompidou à la banque Rothschild en 1954.

## Fonctions politiques
- Trésorier du RPF

## Mandats électifs
- Sénateur du Soudan français (1955-1959)